# Turanoniscus anacanthotermitis
Turanoniscus anacanthotermitis là một loài chân đều trong họ Turanoniscidae. Loài này được Borutzkii miêu tả khoa học năm 1969.